# Echang
Echang (auch: Eang, Sonsorol Islanders Village, Tobi Islanders Village) ist eine kleine Siedlung im administrativen Staat Koror (d. h. ein Verwaltungsgebiet) im Inselstaat Palau im Pazifik.

## Geographie
Echang ist die südlichste Siedlung auf der Insel Arakabesan, gegenüber der Insel Ngerchaol. Westlich des Ortes erhebt sich der Hügel Roiskebesang.

## Klima
Das Klima ist tropisch heiß, wird jedoch von ständig wehenden Winden gemäßigt. Ebenso wie die anderen Orte von Palau wird Echang gelegentlich von Zyklonen heimgesucht.